# Saturnino Martínez
Saturnino Martínez (1928 - 7 de novembro de 1960) foi um futebolista mexicano que atuava como defensor.

## Carreira
Saturnino Martínez fez parte do elenco da Seleção Mexicana de Futebol, na Copa do Mundo de  1954.